# Manuel Kamytzes
Manuel Kamytzes (auch Kammytzes, mit vollständigem Namen Manuel Kamytzes Komnenos Dukas Angelos, mittelgriechisch Μανουήλ Καμύτζης Κομνηνός Δούκας Άγγελος; * um 1150; † nach 1202) war ein byzantinischer General und Rebell gegen Kaiser Alexios III.

## Leben
Manuel war der Sohn des Protostrators Konstantin Kamytzes und der Maria Angelina, einer Nichte Kaiser Johannes’ II. und Schwester des Sebastokrators Johannes Dukas. Er war somit ein Cousin der Kaiser Isaak II. und Alexios III. sowie des späteren Gründers des Despotats Epirus, Michael I. Komnenos Dukas Angelos.
Unter Isaak II. befehligte Kamytzes 1189 die kaiserlichen Truppen, als der Dritte Kreuzzug das byzantinische Territorium durchquerte. In der Folgezeit übernahm der General mehrere Kommandos im Krieg gegen die aufständischen Bulgaren und Kumanen unter Theodor-Peter und Iwan Assen. Als Isaaks Nachfolger Alexios III., der keinen männlichen Erben und kurz zuvor zwei seiner Schwiegersöhne verloren hatte, im Frühjahr 1199 schwer erkrankte, brachte Kamytzes sich kurzzeitig als Nachfolgekandidat (in Konkurrenz zu seinem Onkel Johannes Dukas) ins Spiel.
Nach dem gescheiterten Feldzug im Sommer 1199 gegen Dobromir Chrysos, der im östlichen Makedonien in der Region Strumica eine quasi-autonome Herrschaft etabliert hatte, wurde Kamytzes von Alexios III. dazu überredet, seine (namentlich nicht bekannte) Tochter dem kumanischen Separatisten zur Frau zu geben. Im folgenden Jahr führte Kamytzes zusammen mit den frisch vermählten Schwiegersöhnen des Kaisers, Alexios Palaiologos und Theodoros Laskaris, einen Feldzug gegen den bulgarischen Rebellen Iwanko in Thrakien. Die byzantinischen Truppen wurden bei Batkun in einen Hinterhalt gelockt, wobei Kamytzes in Gefangenschaft geriet.
Weil der Kaiser sich weigerte, das von den Bulgaren geforderte Lösegeld für seinen Vetter zu zahlen, kaufte schließlich Chrysos seinen Schwiegervater nach mehrmonatiger Haft für 200 Pfund Gold frei. Beide wandten sich nun gemeinsam gegen Byzanz und brachten im Frühjahr 1201 weite Teile Makedoniens und Thessaliens unter ihre Kontrolle. Während Chrysos insbesondere Prilep und Pelagonien seinem Machtbereich hinzufügen konnte, setzte Kamytzes sich im Raum Larisa fest.
Angesichts der von Kamytzes und Chrysos ausgehenden Bedrohung suchte Kaiser Alexios III. nach einer Verständigung mit Zar Kalojan, zumal sich inzwischen auch Johannes Spyridonakes im östlich benachbarten Thema Smolena selbstständig gemacht hatte. Alexios III. ließ durch eine Armee unter dem Befehl seines Schwiegersohns Alexios Palaiologos zuerst Spyridonakes militärisch ausschalten.
Bei Chrysos setzte Alexios III. zunächst noch einmal auf Heiratsdiplomatie und bot ihm die Hand seiner Enkelin Theodora Angelina an; die Tochter des Sebastokrators Isaak Komnenos war zuvor mit Iwanko verheiratet gewesen. Chrysos willigte nach längerem Zögern ein und überließ dem Kaiser im Gegenzug Prilep und Pelagonien. Dadurch war Kamytzes gezwungen, sich aus Thessalien nach Makedonien in die Festung Stanon zurückzuziehen. Im Frühjahr 1202 mussten beide Rebellen sich schließlich dem Kaiser und seinem General Johannes Ionopolites ergeben. Kamytzes’ weiteres Schicksal ist unbekannt.